# Heriades ambiguus
Heriades ambiguus är en biart som beskrevs av Cockerell 1946. Heriades ambiguus ingår i släktet väggbin, och familjen buksamlarbin. Inga underarter finns listade i Catalogue of Life.